# Konrad Zerobin
Konrad Zerobin (* 18. April 1931 in Bischofshofen; † 4. März 2013) war ein österreichischer Veterinärmediziner.

## Leben
Nach der Matura studierte Konrad Zerobin an der Universität Wien zunächst zwei Semester Rechtswissenschaft und anschließend Veterinärmedizin. 1953 wurde er Mitglied des Corps Saxonia Wien. 1957 wurde er zum Dr. med. vet. promoviert. Im selben Jahr ging er an die Veterinär-ambulatorische Klinik der Universität Zürich. 1961 wechselte er in Zürich an das Veterinär-physiologische Institut. 1962 unternahm er einen mehrmonatigen Forschungsaufenthalt an der University of Cambridge. 1967 habilitierte er sich über die Uterusmotorik beim Schwein, gefolgt 1969 von der Ernennung zum Assistenzprofessor und 1970 zum Extraordinarius. 1973 erfolgte seine Berufung zum Direktor und 1975 zum Ordinarius des Instituts für Zuchthygiene. 1996 wurde er emeritiert.
Als Professor für Andrologie und Gynäkologie gilt er als Wegbereiter der Künstlichen Besamung bei Rind und Schwein in der Schweiz. Er war Mitherausgeber und Autor mehrerer Lehrbücher und Autor zahlreicher wissenschaftlicher Aufsätze. Von 1980 bis 1982 war er Dekan der veterinärmedizinischen Fakultät der Universität Zürich. Über viele Jahre gehörte er dem Vorstand der Gesellschaft Schweizer Tierärztinnen und Tierärzte an. Er war Mitglied der Schweizerischen Akademie der Medizinischen Wissenschaften.

## Schriften
- Untersuchungen über die Uterusmotorik des Schweines, 1968
- Möglichkeiten zur Lenkung der Brunst, 1978
- Zuchthygiene Rind, 1985 (zusammen mit Georg Wilhelm Rieck)